# Họ Rêu nước
Họ Rêu nước hay còn gọi họ rêu than bùn (danh pháp khoa học: Sphagnaceae) là một họ rêu trong bộ Sphagnales.
Họ này theo một số quan điểm phân loại hiện nay có thể bao gồm một chi hoặc hai, ba chi rêu khác nhau.